# Flaga Adżmanu

Flaga Adżmanu jest prostokątna, o barwie czerwonej z białym pasem o szerokości 1/4 długości flagi w części czołowej. Do 1820 roku emirat używał flagi czerwonej, ale na mocy traktatu zawartego z Wielką Brytanią, emirat musiał dodać do flagi biały pas, aby odróżnić ją od flagi pirackiej. Obecny kształt flagi obowiązuje od 1936 roku.